# Koš
Koš (em húngaro: Kós) é um município da Eslováquia, situado no distrito de Prievidza, na região de Trenčín. Tem 13,59 km² de área e sua população em 2018 foi estimada em 1.087 habitantes.

## Demografia
| Ano:        | 1994 | 2004    | 2014    | 2024    |
| ----------- | ---- | ------- | ------- | ------- |
| Broj ljudi: | 802  | 900     | 1150    | 1005    |
| Razlika:    |      | +12,21% | +27,77% | -12,60% |

| Ano:               | 2023 | 2024   |
| ------------------ | ---- | ------ |
| Número de pessoas: | 1024 | 1005   |
| Diferença:         |      | -1,85% |